# Presidente de Lituania
El Presidente de la República de Lituania es el jefe de Estado de dicho país.

## Elegibilidad
Para ser elegible, los candidatos deben tener al menos 40 años de edad el día de la elección y residir en Lituania durante al menos tres años, además de satisfacer los criterios de elegibilidad para un miembro del parlamento. Una persona que haya sido destituida de su cargo mediante un proceso de destitución por violación de la constitución o un juramento de cargo no puede ser elegida presidente.

## Poderes
El presidente lituano tiene algo más de autoridad ejecutiva que sus homólogos de los países vecinos Estonia y Letonia; la función del presidente lituano es muy similar a la de los presidentes de Francia y Rumania. De manera similar a ellos, pero a diferencia de los presidentes de un sistema totalmente presidencial como el de Estados Unidos, el presidente lituano generalmente tiene la mayor autoridad en asuntos exteriores. Además de los poderes diplomáticos habituales de los jefes de Estado, a saber, recibir las cartas credenciales de los embajadores extranjeros y firmar tratados, el presidente determina las directrices básicas de la política exterior de Lituania.  El presidente es también el comandante en jefe de las Fuerzas Armadas de Lituania, y en consecuencia dirige el Consejo de Defensa del Estado y tiene el derecho de nombrar al Jefe de Defensa (sujeto al consentimiento del Seimas).
El presidente también tiene un papel importante en la política interior, ya que tiene derecho a presentar proyectos de ley al Seimas y a vetar las leyes aprobadas por éste, a nombrar al primer ministro y a aprobar el gobierno formado por él, y también tiene derecho a disolver el Seimas y convocar elecciones anticipadas en caso de que se apruebe una moción de censura o si el Seimas se niega a aprobar el presupuesto del gobierno en un plazo de sesenta días.  Sin embargo, el próximo Seimas electo puede tomar represalias convocando elecciones presidenciales anticipadas.
Por último, el presidente garantiza un poder judicial eficaz, siendo responsable de nominar a un tercio de los jueces del Tribunal Constitucional y a la totalidad del Tribunal Supremo para su nombramiento por el Seimas; el presidente también tiene derecho a nombrar directamente a todos los demás jueces.

## Elecciones
Según la Constitución de Lituania, adoptada en 1992, el presidente es elegido para un mandato de cinco años mediante un sistema de dos vueltas modificado: un candidato necesita una mayoría absoluta de los votos y que la participación electoral sea superior al 50% o que su porcentaje de votos sea equivalente al menos a un tercio del número de votantes registrados para ganar las elecciones en la primera vuelta. Si ningún candidato lo hace, los dos candidatos con más votos se enfrentan en una segunda vuelta que se celebra dos semanas después. Al asumir el cargo, el presidente debe suspender cualquier afiliación formal a un partido político.
Si el presidente muere o queda incapacitado mientras está en el cargo, el presidente del Seimas asume el cargo hasta que se pueda inaugurar un nuevo presidente tras nuevas elecciones.

## Lista de presidentes

### República de Lituania (1918-1940)
| Mandato                                         | Nombre | Nombre                  | Notas |
| ----------------------------------------------- | ------ | ----------------------- | --- |
| 4 de abril de 1919-19 de junio de 1920          |        | Antanas Smetona         | Presidente Estatal. Designado por el Consejo de Lituania |
| 19 de junio de 1920-7 de junio de 1926          |        | Aleksandras Stulginskis | Presidente interino del 10 de junio de 1920 al 21 de diciembre de 1922. Reelegido como Presidente Constitucional por el Seimas el 21 de diciembre de 1922 y junio de 1923 hasta el 7 de junio de 1926. |
| 7 de junio de 1926-19 de diciembre de 1926      |        | Kazys Grinius           | Presidente Constitucional. Derrocado por un Golpe de Estado. Renunció el 18 de diciembre de 1926. |
| 18 de diciembre de 1926-19 de diciembre de 1926 |        | Jonas Staugaitis        | Presidente interino. |
| 19 de diciembre de 1926                         |        | Aleksandras Stulginskis | Presidente interino. |
| 19 de diciembre de 1926-15 de junio de 1940     |        | Antanas Smetona         | Presidente Constitucional. Segundo Mandato |
| 15 de junio de 1940-17 de junio de 1940         |        | Antanas Merkys          | Presidente interino. Asumió la presidencia sin la renuncia de Antanas Smetona, al salir éste del territorio nacional el 15 de junio de 1940.                                                           |

### República de Lituania (desde 1990)
| Mandato                                        | Nombre | Nombre               | Notas |
| ---------------------------------------------- | ------ | -------------------- | --- |
| 11 de marzo de 1990-25 de noviembre de 1992    |        | Vytautas Landsbergis | Presidente del Consejo Supremo de la República de Lituania.                                                                            |
| 25 de noviembre de 1992 -25 de febrero de 1998 |        | Algirdas Brazauskas  | Presidente interino hasta el 25 de febrero de 1993, luego fue elegido y asume como Presidente Constitucional el 25 de febrero de 1993. |
| 26 de febrero de 1998-25 de febrero de 2003    |        | Valdas Adamkus       | Presidente constitucional. |
| 26 de febrero de 2003-6 de abril de 2004       |        | Rolandas Paksas      | Presidente Constitucional. Expulsado de la presidencia por moción de censura.                                                          |
| 6 de abril de 2004-12 de julio de 2004         |        | Artūras Paulauskas   | Presidente interino |
| 12 de julio de 2004 - 12 de julio de 2009      |        | Valdas Adamkus       | Presidente Constitucional. |
| 12 de julio de 2009 - 12 de julio de 2019      |        | Dalia Grybauskaitė   | Presidenta Constitucional. |
| Desde 12 de julio de 2019                      |        | Gitanas Nausėda      | Presidente Constitucional en ejercicio.                                                                                                |